# Жирнов, Олег Петрович
Олег Петрович Жирнов (род. 21 июня 1951 года) — российский вирусолог, член-корреспондент РАН (2019).
Заведующий лабораторией вирусного патогенеза НИИ вирусологии имени Д. И. Ивановского НИЦЭМ им. Н. Ф. Гамалеи.
Автор ряда открытий мирового значения в области молекулярной вирусологии, физико-химических взаимодействий вирусных макромолекул при размножении вируса и изучении молекулярных основ патогенеза вирусного заболевания.
Автор 150 научных работ, 2 монографий и 5 патентов.

## Награды
- лауреат стипендии «Института Ховарда Хьюза» (США)
- лауреат стипендии Европейского биохимического общества (EMBO)
- лауреат Немецкого Научного Общества (DFG)
- лауреат премии для выдающегося учёного мира Японского Общества Содействия Науки (JSPS, Япония)